# The Darkness (película)
The Darknesses o 6 Miranda Drive una película de thriller-terror estadounidense de 2016 dirigida por Greg McLean y coescrita con Shayne Armstrong y Shane Krause. La película tiene como protagonistas principales a Kevin Bacon, Radha Mitchell, David Mazouz, Lucy Fry, Matt Walsh, Jennifer Morrison y Parker Mack.
La fotografía principal de la película empezó en abril de 2014 en Los Ángeles y acabó en mayo el mismo año. Blumhouse Productions y Chapter One Films están produciendo la película.

## Sinopsis
La película trata sobre la familia Taylor, los cuales tras regresar con los Carters de las vacaciones en el Gran Cañón, traen consigo una fuerza sobrenatural. El hijo menor, perteneciente al espectro autista, roba cinco piedras sagradas de una cueva, oculta por los sacerdotes del pueblo Anasazi. Poco después de su regreso, cosas extrañas comienzan a suceder en el hogar de los Taylor.

## Reparto
- Kevin Bacon como Peter Taylor.[1]
- Radha Mitchell como Bronny. Taylor[1]
- David Mazouz como Michael Taylor.[2]
- Lucy Fry como Stephanie Taylor.[3]
- Paul Reiser como Simon
- Ming-Na Wen como Wendy.[4]
- Matt Walsh como Gary Carter.[5]
- Jennifer Morrison como Joy Carter.[6]
- Parker Mack como Andrew Carter.[7]
- Trian Long-Smith como Sammy Levin.[3]
- Tara Lynne Barr como Kat.
- Judith McConnell como Trish.
- Krista Marie Yu como Tasha.
- A.J. Tannen como H. Quinlan

## Producción
El 25 de febrero de 2014, Kevin Bacon y Radha Mitchell se unió a la película. El 5 de marzo,  fue revelado que el director Greg McLean dijo, "La historia está basada en una historia real." El 11 de abril, David Mazouz fue añadido a la película. El 6 de mayo, Ming-Na Wen se unió el reparto de la película. El 7 de mayo, Lucy Fry fue añadida al reparto para interpretar a Stephanie Taylor. Trian Mucho Ling-Smith también se unió a la película en el mismo día para interpretar a Sammy Levin. El 9 de mayo, Matt Walsh se unió al reparto de la película, para interpretar a Gary Carter. Parker Mack también se unió a la película. El 14 de mayo, Jennifer Morrison fue añadido al reparto para interpretar a Joy Carter, la mujer de Gary y también la madre de un niño.

### Filmación
La fotografía principal de la película comenzó en abril de 2014 en Los Ángeles. La filmación finalizó en mayo de 2014.  La película fue grabada con la cámara Arri Alexa Plus 4:3, revelada por el cinematógrafo Toby Oliver.

### Música
El 2 de junio de 2014, Johnny Klimek fue contratado para la BSO de la película.